# Teatro romano di Firenze

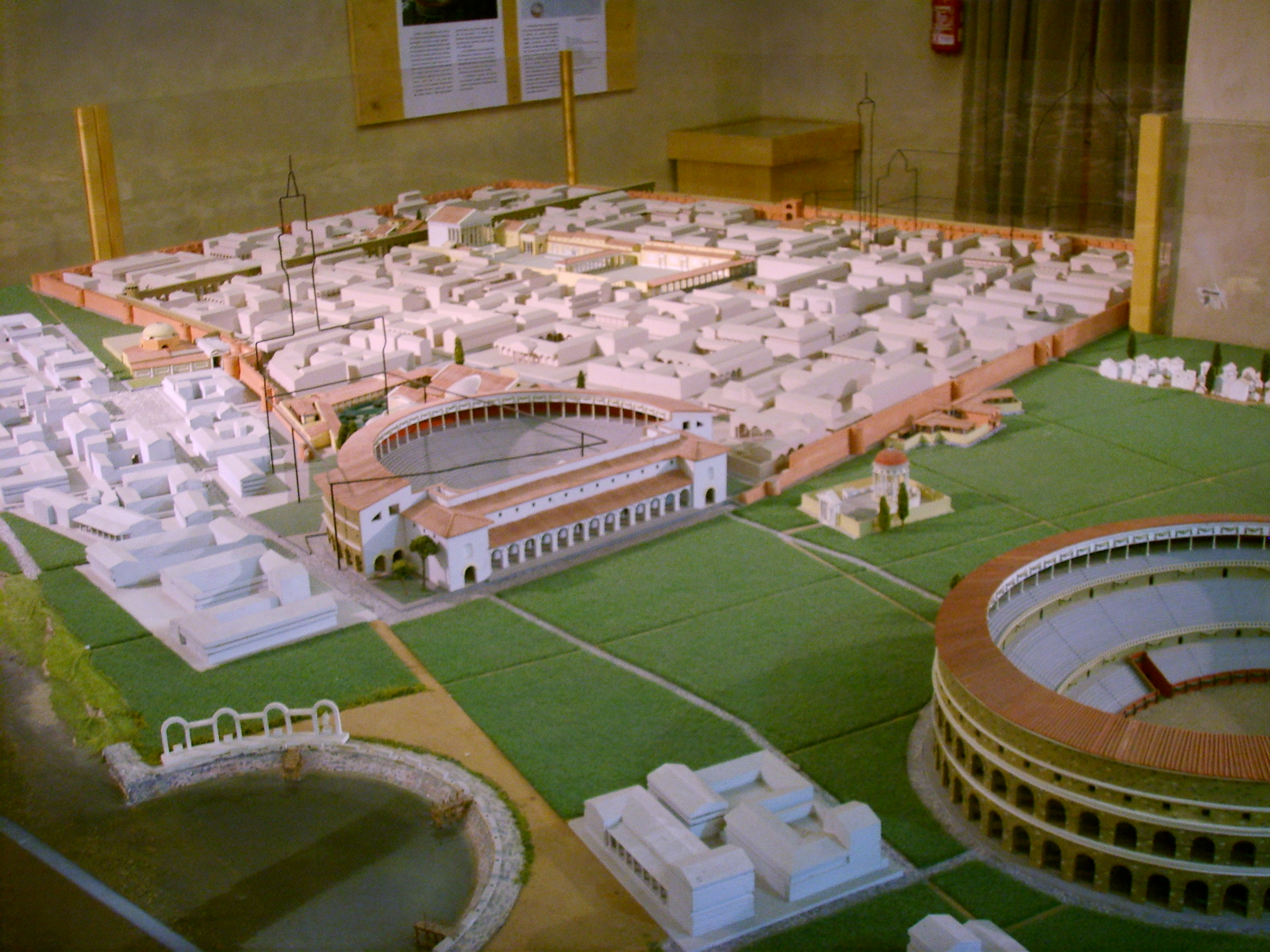
Ricostruzione del Teatro al Museo di Firenze com'era

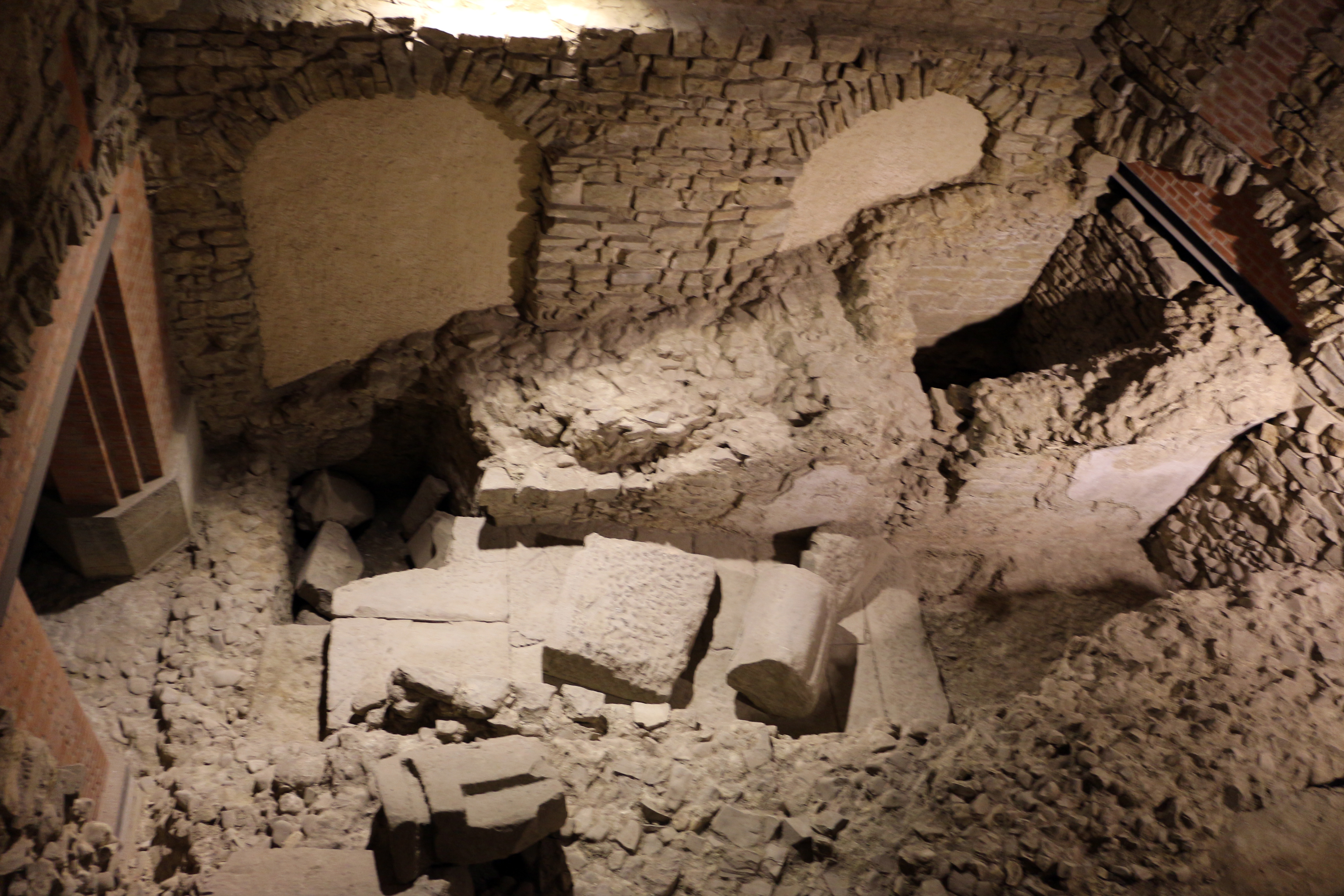
Scavi del teatro sotto palazzo Vecchio

Il Teatro romano di Firenze si trovava sotto gli attuali palazzo Vecchio e palazzo Gondi, con la cavea che dava le spalle a piazza della Signoria e la scena lungo via dei Leoni e in piccola parte piazza San Firenze, sovrapponendosi anche a via dei Gondi.

## Storia e descrizione
Il teatro si trovava incassato nelle mura che facevano angolo attorno ad esso forse lasciandolo però fuori dalla cinta.
Durante i secoli V e VI il teatro cadde in disuso e, probabilmente in progressivo degrado. Durante il periodo longobardo divenne un capisaldo difensivo e sui resti del teatro fu costruita la torre del Guardingo. Nell'alto medioevo vi furono ricavate delle carceri, utilizzate fino al XIII secolo. Nei secoli successivi la costruzione in varie fasi del palazzo Vecchio e delle strade e degli edifici circostanti, cancellò le tracce visibili del teatro.
I primi resti del teatro vennero scavati nel 1876, in occasione del rifacimento di un fognone in via de' Gondi, quando vennero tagliati obliquamente nove cunei della sostruzione della cavea. Altri scavi ebbero luogo nei sotterranei di palazzo Vecchio nel 1935, ripresi poi recentemente, nel 2006-2007 da Riccardo Francovich e poi portati avanti dopo la sua scomparsa e completati e aperti gradualmente al pubblico nel 2014/2015.
L'edificio, che è stato datato al I secolo d.C., era di forma semicircolare con gradinate che nel corso del tempo vennero demolite fino al livello della strada e reimpiegate probabilmente per altri edifici vicini. La capienza era molto grande e testimonia lo sviluppo demografico della città all'epoca: secondo stime doveva essere di 8.000/10.000 spettatori. Se ne conoscono con una buona approssimazione il diametro e l'altezza massima, che erano rispettivamente 100 metri e 25 metri circa.